# 네트워크 관리자
네트워크 관리자(network administrator)는 근거리 통신망(LAN)부터 광역 통신망(WAN)에 이르는 컴퓨터 인프라를 유지보수하는 책임을 지는 조직 내 지정된 사람이다. 책임은 조직마다 다를 수 있지만, 새로운 컴퓨터 하드웨어 설치, 현장 서버, 라이선스 계약 시행, 소프트웨어-네트워크 상호 작용, 그리고 네트워크 무결성 및 복원력은 주요 중점 영역 중 일부이다.

## 직무
네트워크 관리자의 역할은 조직의 규모, 위치 및 사회경제적 고려 사항에 따라 크게 달라질 수 있다. 일부 조직은 사용자 대 기술 지원 비율로 운영된다.
네트워크 관리자는 종종 선제적인 업무에 참여한다. 이러한 종류의 업무는 종종 다음을 포함한다:
- 네트워크 인프라 설계
- 네트워크 하드웨어 및 소프트웨어 구현 및 구성
- 네트워크 모니터링 및 네트워크 유지보수
- 취약성 및 약점 테스트를 위한 네트워크 테스트
- 기술 지원 제공
- 네트워크 리소스 관리
- 네트워크 문서 관리
- 공급업체 관계 관리
- 새로운 기술 및 모범 사례에 대한 최신 정보 유지
- 다른 팀원에게 교육 및 안내 제공

네트워크 관리자는 조직의 데이터 네트워크와 관련된 컴퓨터 하드웨어 및 컴퓨터 망 인프라가 효과적으로 유지보수되도록 하는 책임이 있다. 소규모 조직에서는 일반적으로 새 하드웨어 조달, 새 소프트웨어 배포, 새 컴퓨터 설치를 위한 디스크 이미지 유지보수, 필요한 소프트웨어에 대한 라이선스 비용 지불 및 최신 상태 유지, 서버 설치 및 애플리케이션 표준 유지보수, 네트워크 성능 모니터링, 보안 침해 및 부실한 데이터 관리 관행 확인에 참여한다. 중소기업(SMB) 네트워크 관리자에게 흔한 질문은 "내 사업을 운영하는 데 얼마나 많은 대역폭이 필요한가?"이다. 일반적으로 대규모 조직에서는 이러한 역할이 여러 부서에 걸쳐 여러 역할이나 기능으로 분할되며 한 개인이 수행하지 않는다. 다른 조직에서는 언급된 역할 중 일부는 시스템 관리자가 수행한다.
다른 많은 기술 직무와 마찬가지로 네트워크 관리자 직책은 폭넓은 기술 지식과 새로운 네트워킹 및 서버 소프트웨어 패키지의 미묘한 차이를 빠르게 학습하는 능력을 요구한다. 소규모 조직에서는 네트워크 엔지니어의 상위 역할이 때때로 네트워크 관리자의 책임에 포함되기도 한다. 소규모 조직에서 이 기능을 아웃소싱하는 것이 일반적이다.

## 같이 보기
- 네트워크 아키텍처
- 네트워크 관리 시스템
- 시스템 관리자
- 기술 지원